# Indre Arna
Indre Arna is een plaats in het stadsdeel Arna van de Noorse stad en gemeente Bergen, provincie Vestland. Indre Arna telt 6151 inwoners (2007) en heeft een oppervlakte van 3,78 km².